# 加龙河畔加尼亚克
加龍河畔加尼亚克（法語：Gagnac-sur-Garonne，法語發音：[ɡaɲak syʁ ɡaʁɔn]）是法国上加龙省的一个市镇，属于图卢兹区。

## 地理
加龙河畔加尼亚克（43°41'56"N, 1°22'32"E）面积4.34 平方千米，位于法国奧克西塔尼大區上加龙省，该省份为法国西南部内陆省份，西南端与西班牙接壤，自此顺时针与上比利牛斯省、热尔省、塔恩-加龙省、塔恩省、奥德省和阿列日省接壤。
与加龙河畔加尼亚克接壤的市镇（或旧市镇、城区）包括：圣若里、弗努耶、莱斯皮纳斯、梅维尔、塞伊。

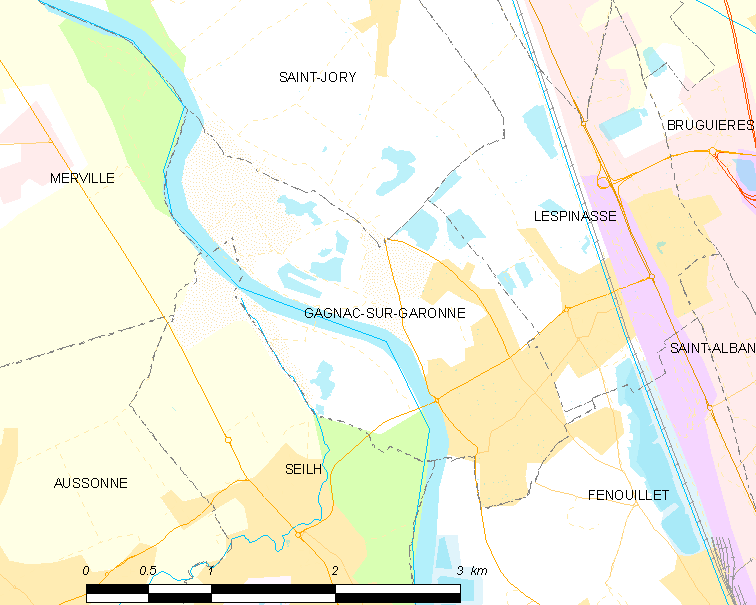
加龙河畔加尼亚克的OSM定位图

加龙河畔加尼亚克的时区为UTC+01:00、UTC+02:00（夏令时）。

## 行政
加龙河畔加尼亚克的邮政编码为31150，INSEE市镇编码为31205。

## 政治
加龙河畔加尼亚克所属的省级选区为卡斯泰尔日内斯特县。

## 人口

1962-2008年间加龙河畔加尼亚克人口变化图示

加龙河畔加尼亚克于2022年1月1日时的人口数量为3223人。